# علم إملاء الخط
علم إملاء الخط هو علم يبحث فيه بحسب الأينية والكمية عن الأحوال العارضة لنقوش الخطوط العربية، لا من حيث حسنها في السطور بل من حيث دلالتها على الألفاظ العربية، بحسب الآلات الصناعية من القلم وأمثاله بعد رعاية حال بسائط الحروف من حيث الدلالة على الحروف التي هي من أجزاء الألفاظ. وهذا العلم من حيث حصول نقش الحروف بالآلة من أنواع علم الخط، ومن حيث دلالتها على الألفاظ من فروع علم العربية.